# Roland Zanga
Roland Zanga es un pintor y diseñador nacido en Kinsasa, en la República Democrática del Congo, en 1973, de padre congoleño y madre belga. Se marchó de la RDC a los 17 años para ir a vivir a Bélgica. En 1998, se graduó en Artes Plásticas, en la especialidad cómic, en la École de recherche graphique, escuela de arte y de diseño belga, uno de los cinco institutos de las Écoles supérieures des arts Saint-Luc, en Bruselas, Bélgica.

## Trayectoria
Empezó a dibujar con lápices de grafito y guache, sus herramientas preferidas, durante sus años de estudiante. También experimentó con tintes de café y cúrcuma, en los que vio los colores de la tierra y la madera, materiales tradicionales en África. En ellos, descubrió las sombras y los tonos que resultaban perfectos para la expresión artística de símbolos y máscaras africanas, elementos centrales de su cultura originaria.
En combinación con otras técnicas, utiliza sobre sus dibujos la técnica del grafismo: dibuja rascando el papel, creando el relieve y texturas sobre el soporte.
En 2021, realiza una exposición en colaboración con el chef Nerry Lianza, creador de la Afro-fusión, en Bruselas.
En 2022, trabaja con guache y pan de oro, fiel a su disciplina de base, el dibujo. Los temas que borda son la mujer, el parentesco y la familia, combinando las figuras africanas con el Art Nouveau. Es admirador de Alfons Mucha.
En 2022, también colabora con el programa conjunto UNFPA-UNICEF para la lucha contra la mutilación genital femenina, con una obra denominada Regards d’espoir (Miradas de esperanza), expuesta en el edificio de Naciones Unidas de Nueva York entre el 12 y el 24 de septiembre de ese año.
A finales de 2022 es declarado Artista del trimestre por la Associació Africana i Catalana de Cooperació (AFRICAT).